# 1971年ドイツグランプリ
1971年ドイツグランプリ (1971 German Grand Prix) は、1971年のF1世界選手権第7戦として、1971年8月1日にニュルブルクリンクで開催された。

## 背景
前年のドイツGPはコースの安全性の問題からホッケンハイムリンクで開催されたが、路面を再舗装し、追加のランオフエリアが設置され、一部のコーナーの再設計に加え、バリアとキャッチフェンスが設置されたことにより安全性を向上させ、2年ぶりのF1開催にこぎ着けた。レース距離は12周に短縮された。
ブラバムのロン・トーラナックは、バーニー・エクレストンへのチーム売却をほぼ完了させた。新たにオーナーとなるエクレストンは既に翌年の構想を練っていた。ティレルに端を発したインダクションポッドは、新たにマーチも採用した。

## エントリー
前戦イギリスGPが終わった後、CSI（国際スポーツ委員会）はジャン＝ピエール・ベルトワーズに対し、1月10日に行われたブエノスアイレス1000kmレースの事故の責任を改めて問われ、事故の日から8ヶ月間のライセンス停止処分を科した。したがって、ベルトワーズは実質的に2ヶ月間の出場停止処分が新たに科せられたことになる。マトラはベルトワーズの出場停止が解けるまでクリス・エイモン1台のみ参加する。BRMは亡くなったペドロ・ロドリゲスの後任として、ビック・エルフォードを起用した。フェラーリはアメリカのレースがなかったマリオ・アンドレッティも参加する。マーチはアンドレア・デ・アダミッチとナンニ・ギャリのためにアルファロメオエンジンを搭載した711を2台用意した。これにより、フォード・コスワース・DFVエンジン搭載の711を走らせるのはロニー・ピーターソンのみとなった。ロータスは従来の72Dのみを走らせる。マクラーレンは、コスワースの工場が休暇中だったことによりジャッキー・オリバーのDFVエンジンを用意できず、デニス・ハルムとピーター・ゲシンの2台が参加する。ヨアキム・ボニエは自身のチームでボニエ自身とこの年のル・マン24時間レースを制したヘルムート・マルコがマクラーレン・M7Cを走らせるつもりであったが、マルコ用のM7Cは利用可能なパーツが不足したため、ボニエ用のM7Cのみで参加する。サーティースはディーター・クエスターにTS7を走らせる予定であったが実現しなかった。

### エントリーリスト
| チーム                                                     | No. | ドライバー                            | コンストラクター | シャシー | エンジン                         | タイヤ |
| ---------------------------------------------------------- | --- | ------------------------------------- | ---------------- | -------- | -------------------------------- | ------ |
| エルフ・チーム・ティレル                                   | 2   | ジャッキー・スチュワート              | ティレル         | 003      | フォード・コスワース DFV 3.0L V8 | G      |
| エルフ・チーム・ティレル                                   | 3   | フランソワ・セベール                  | ティレル         | 002      | フォード・コスワース DFV 3.0L V8 | G      |
| スクーデリア・フェラーリ SpA SEFAC                         | 4   | ジャッキー・イクス                    | フェラーリ       | 312B2    | フェラーリ 001/1 3.0L F12        | F      |
| スクーデリア・フェラーリ SpA SEFAC                         | 5   | マリオ・アンドレッティ                | フェラーリ       | 312B2    | フェラーリ 001/1 3.0L F12        | F      |
| スクーデリア・フェラーリ SpA SEFAC                         | 6   | クレイ・レガツォーニ                  | フェラーリ       | 312B2    | フェラーリ 001/1 3.0L F12        | F      |
| ブルックボンド・オクソ・チーム・サーティース               | 7   | ジョン・サーティース                  | サーティース     | TS9      | フォード・コスワース DFV 3.0L V8 | F      |
| アウト・モトール・ウント・シュポルト・チーム・サーティース | 12  | ロルフ・シュトメレン                  | サーティース     | TS9      | フォード・コスワース DFV 3.0L V8 | F      |
| チーム・サーティース                                       | 26  | ディーター・クエスター 1              | サーティース     | TS7      | フォード・コスワース DFV 3.0L V8 | F      |
| ゴールドリーフ・チーム・ロータス                           | 8   | エマーソン・フィッティパルディ        | ロータス         | 72D      | フォード・コスワース DFV 3.0L V8 | F      |
| ゴールドリーフ・チーム・ロータス                           | 9   | レイネ・ウィセル                      | ロータス         | 72D      | フォード・コスワース DFV 3.0L V8 | F      |
| エキップ・マトラ・スポール                                 | 10  | クリス・エイモン                      | マトラ           | MS120B   | マトラ MS71 3.0L V12             | G      |
| エキップ・マトラ・スポール                                 | 11  | ジャン＝ピエール・ベルトワーズ 2      | マトラ           | MS120B   | マトラ MS71 3.0L V12             | G      |
| フランク・ウィリアムズ・レーシングカーズ                   | 14  | アンリ・ペスカロロ                    | マーチ           | 711      | フォード・コスワース DFV 3.0L V8 | F      |
| STP・マーチ・レーシングチーム                              | 15  | ロニー・ピーターソン                  | マーチ           | 711      | フォード・コスワース DFV 3.0L V8 | F      |
| STP・マーチ・レーシングチーム                              | 16  | アンドレア・デ・アダミッチ            | マーチ           | 711      | アルファロメオ T33 3.0L V8       | F      |
| STP・マーチ・レーシングチーム                              | 17  | ナンニ・ギャリ                        | マーチ           | 711      | アルファロメオ T33 3.0L V8       | F      |
| ブルース・マクラーレン・モーターレーシング                 | 18  | デニス・ハルム                        | マクラーレン     | M19A     | フォード・コスワース DFV 3.0L V8 | G      |
| ブルース・マクラーレン・モーターレーシング                 | 20  | ピーター・ゲシン                      | マクラーレン     | M19A     | フォード・コスワース DFV 3.0L V8 | G      |
| ブルース・マクラーレン・モーターレーシング                 | 19  | ジャッキー・オリバー 3                | マクラーレン     | M14A     | フォード・コスワース DFV 3.0L V8 | G      |
| ヤードレー・チーム・BRM                                    | 21  | ジョー・シフェール                    | BRM              | P160     | BRM P142 3.0L V12                | F      |
| ヤードレー・チーム・BRM                                    | 22  | ビック・エルフォード                  | BRM              | P160     | BRM P142 3.0L V12                | F      |
| ヤードレー・チーム・BRM                                    | 23  | ハウデン・ガンレイ                    | BRM              | P153     | BRM P142 3.0L V12                | F      |
| モーターレーシング・ディベロップメンツ・リミテッド         | 24  | グラハム・ヒル                        | ブラバム         | BT34     | フォード・コスワース DFV 3.0L V8 | G      |
| モーターレーシング・ディベロップメンツ・リミテッド         | 25  | ティム・シェンケン                    | ブラバム         | BT33     | フォード・コスワース DFV 3.0L V8 | G      |
| エキュリー・ボニエ                                         | 27  | ヨアキム・ボニエ ヘルムート・マルコ 4 | マクラーレン     | M7C      | フォード・コスワース DFV 3.0L V8 | G      |
| クラーク＝モーダウント＝ガスリー・レーシング               | 28  | マイク・ボイトラー                    | マーチ           | 711      | フォード・コスワース DFV 3.0L V8 | F      |
| ソース:                                                    |     |                                       |                  |          |                                  |        |

追記
- ^1 - エントリーのみ[7]
- ^2 - ベルトワーズはライセンス停止中のため欠場[5]
- ^3 - マシンが準備できず欠場[7]
- ^4 - マルコは予選までボニエのマシンを走行[3][2]

## 予選
観客はジャッキー・スチュワートとジャッキー・イクスのポールポジション争いを期待していたが、両者はその予想の上を行く走りを練習中から見せ、スチュワートがイクスに0.2秒差でポールポジションを獲得した。スチュワートのタイムは7分19秒0で、2年前にイクスがポールポジションを獲得したタイムより23秒速く、3番手以下はフロントローの2人より3秒以上遅かった。2列目はジョー・シフェールとクレイ・レガツォーニ、3列目はフランソワ・セベールとデニス・ハルムが占め、ロニー・ピーターソン、エマーソン・フィッティパルディ、ティム・シェンケン、アンリ・ペスカロロがトップ10に入った。ヘルムート・マルコはヨアキム・ボニエのマシンを走らせたが、最初のラップで燃料が切れたためタイムを記録できなかった。

### 予選結果
| 順位    | No. | ドライバー                     | コンストラクター      | タイム  | 差     | グリッド |
| ------- | --- | ------------------------------ | --------------------- | ------- | ------ | -------- |
| 1       | 2   | ジャッキー・スチュワート       | ティレル-フォード     | 7:19.0  | -      | 1        |
| 2       | 4   | ジャッキー・イクス             | フェラーリ            | 7:19.2  | +0.2   | 2        |
| 3       | 21  | ジョー・シフェール             | BRM                   | 7:22.4  | +3.4   | 3        |
| 4       | 6   | クレイ・レガツォーニ           | フェラーリ            | 7:22.7  | +3.7   | 4        |
| 5       | 3   | フランソワ・セベール           | ティレル-フォード     | 7:23.4  | +4.4   | 5        |
| 6       | 18  | デニス・ハルム                 | マクラーレン-フォード | 7:26.0  | +7.0   | 6        |
| 7       | 15  | ロニー・ピーターソン           | マーチ-フォード       | 7:26.5  | +7.5   | 7        |
| 8       | 8   | エマーソン・フィッティパルディ | ロータス-フォード     | 7:27.5  | +8.5   | 8        |
| 9       | 25  | ティム・シェンケン             | ブラバム-フォード     | 7:29.8  | +10.8  | 9        |
| 10      | 14  | アンリ・ペスカロロ             | マーチ-フォード       | 7:30.3  | +11.3  | 10       |
| 11      | 5   | マリオ・アンドレッティ         | フェラーリ            | 7:31.7  | +12.7  | 11       |
| 12      | 12  | ロルフ・シュトメレン           | サーティース-フォード | 7:34.7  | +15.7  | 12       |
| 13      | 24  | グラハム・ヒル                 | ブラバム-フォード     | 7:36.1  | +17.1  | 13       |
| 14      | 23  | ハウデン・ガンレイ             | BRM                   | 7:36.6  | +17.6  | 14       |
| 15      | 7   | ジョン・サーティース           | サーティース-フォード | 7:36.7  | +17.7  | 15       |
| 16      | 10  | クリス・エイモン               | マトラ                | 7:37.3  | +18.3  | 16       |
| 17      | 9   | レイネ・ウィセル               | ロータス-フォード     | 7:39.96 | +20.96 | 17       |
| 18      | 22  | ビック・エルフォード           | BRM                   | 7:39.98 | +20.98 | 18       |
| 19      | 20  | ピーター・ゲシン               | マクラーレン-フォード | 7:41.4  | +22.4  | 19       |
| 20      | 16  | アンドレア・デ・アダミッチ     | マーチ-アルファロメオ | 7:41.7  | +22.7  | 20       |
| 21      | 17  | ナンニ・ギャリ                 | マーチ-アルファロメオ | 7:47.5  | +28.5  | 21       |
| 22      | 28  | マイク・ボイトラー             | マーチ-フォード       | 7:42.6  | +31.6  | 22       |
| 23      | 27  | ヨアキム・ボニエ               | マクラーレン-フォード | 8:17.0  | +58.0  | DNQ      |
| 24      | 27  | ヘルムート・マルコ 1           | マクラーレン-フォード | No time | -      | DNQ      |
| ソース: |     |                                |                       |         |        |          |

追記
- 22台が決勝進出
- ^1 - マルコはボニエのマシンを走らせた[2]

## 決勝
レース当日は大観衆が集まり、スタートを前にグラハム・ヒルとレイネ・ウィセルがマシンに問題を抱えたため、グリッドには20台のマシンが並んだ。
スタートでジャッキー・イクスがリードを奪ったが、すぐにジャッキー・スチュワートがリードを取り戻し、クレイ・レガツォーニ、デニス・ハルム、ジョー・シフェール、ロニー・ピーターソン、フランソワ・セベールがイクスを追う。イクスは2周目にウィッパーマンコーナーでスピンオフし、ガードレールに激突した。レガツォーニはイクスを避けようとしてコース外に逃れた。これにより、スチュワートはハルムを抜いたシフェールを大きく引き離した。レガツォーニは3位でコースに復帰し、やはりハルムを抜いたピーターソンが4位となった。ハルムはすぐにマリオ・アンドレッティとセベールにも抜かれ、セベールはすぐにアンドレッティを抜いて5位に浮上した。セベールはその後ピーターソン、レガツォーニに抜かれて3位となっていたシフェールを抜き、そしてレガツォーニも抜いて2位に浮上する注目すべき走りを見せた。
スチュワートはレースを支配し、ティレルは2度目の1-2フィニッシュを達成した。3連勝で今季5勝目を挙げたスチュワートは獲得ポイントを51とし、リタイアに終わったイクスに対し32点の差を付け、2度目のドライバーズチャンピオンを確実なものとした。レガツォーニは3位、アンドレッティはピーターソンを抜いて4位でフィニッシュした。ティム・シェンケンは6位で初入賞を果たし、ブラバムはようやく今季初のポイントを獲得した。マイク・ボイトラーはスタート/フィニッシュライン直後の南カーブでパンクしてしまい、コースをショートカットしてピットに戻ったため失格となった。

### レース結果
| 順位    | No. | ドライバー                     | コンストラクター      | 周回数 | タイム/リタイア原因      | グリッド | ポイント |
| ------- | --- | ------------------------------ | --------------------- | ------ | ------------------------ | -------- | -------- |
| 1       | 2   | ジャッキー・スチュワート       | ティレル-フォード     | 12     | 1:29:16.3                | 1        | 9        |
| 2       | 3   | フランソワ・セベール           | ティレル-フォード     | 12     | +30.1                    | 5        | 6        |
| 3       | 6   | クレイ・レガツォーニ           | フェラーリ            | 12     | +37.1                    | 4        | 4        |
| 4       | 5   | マリオ・アンドレッティ         | フェラーリ            | 12     | +2:05.0                  | 11       | 3        |
| 5       | 15  | ロニー・ピーターソン           | マーチ-フォード       | 12     | +2:29.1                  | 7        | 2        |
| 6       | 25  | ティム・シェンケン             | ブラバム-フォード     | 12     | +2:58.6                  | 9        | 1        |
| 7       | 7   | ジョン・サーティース           | サーティース-フォード | 12     | +3:19.0                  | 15       |          |
| 8       | 9   | レイネ・ウィセル               | ロータス-フォード     | 12     | +6:31.7                  | 17       |          |
| 9       | 24  | グラハム・ヒル                 | ブラバム-フォード     | 12     | +6:37.0                  | 13       |          |
| 10      | 12  | ロルフ・シュトメレン           | サーティース-フォード | 11     | +1 Lap                   | 12       |          |
| 11      | 22  | ビック・エルフォード           | BRM                   | 11     | +1 Lap                   | 18       |          |
| 12      | 17  | ナンニ・ギャリ                 | マーチ-アルファロメオ | 10     | +2 Laps                  | 21       |          |
| Ret     | 8   | エマーソン・フィッティパルディ | ロータス-フォード     | 8      | オイル漏れ               | 8        |          |
| Ret     | 21  | ジョー・シフェール             | BRM                   | 6      | イグニッションコイル     | 3        |          |
| Ret     | 10  | クリス・エイモン               | マトラ                | 6      | アクシデント             | 16       |          |
| Ret     | 14  | アンリ・ペスカロロ             | マーチ-フォード       | 5      | サスペンション           | 10       |          |
| Ret     | 20  | ピーター・ゲシン               | マクラーレン-フォード | 5      | アクシデント             | 19       |          |
| Ret     | 18  | デニス・ハルム                 | マクラーレン-フォード | 3      | 燃料漏れ                 | 6        |          |
| DSQ     | 28  | マイク・ボイトラー             | マーチ-フォード       | 3      | 失格（コース逆走）       | 22       |          |
| Ret     | 23  | ハウデン・ガンレイ             | BRM                   | 2      | エンジン                 | 14       |          |
| Ret     | 16  | アンドレア・デ・アダミッチ     | マーチ-アルファロメオ | 2      | 燃料噴射装置             | 20       |          |
| Ret     | 4   | ジャッキー・イクス             | フェラーリ            | 1      | アクシデント             | 2        |          |
| DNQ     | 27  | ヨアキム・ボニエ               | マクラーレン-フォード |        | 予選不通過               |          |          |
| WD      | 27  | ヘルムート・マルコ             | マクラーレン-フォード |        | ボニエのマシンをドライブ |          |          |
| ソース: |     |                                |                       |        |                          |          |          |

優勝者ジャッキー・スチュワートの平均速度
184.191 km/h (114.451 mph)
ファステストラップ
- フランソワ・セベール - 7:20.1（10周目）

ラップリーダー
太字は最多ラップリーダー
- ジャッキー・スチュワート - 12周 (全周回)

達成された主な記録
- ドライバー
  - 初エントリー: ヘルムート・マルコ[19]
  - 初入賞: ティム・シェンケン[14]
  - 初ファステストラップ: フランソワ・セベール[3]
  - 10回目のポールポジション: ジャッキー・スチュワート[3]

## ギャラリー

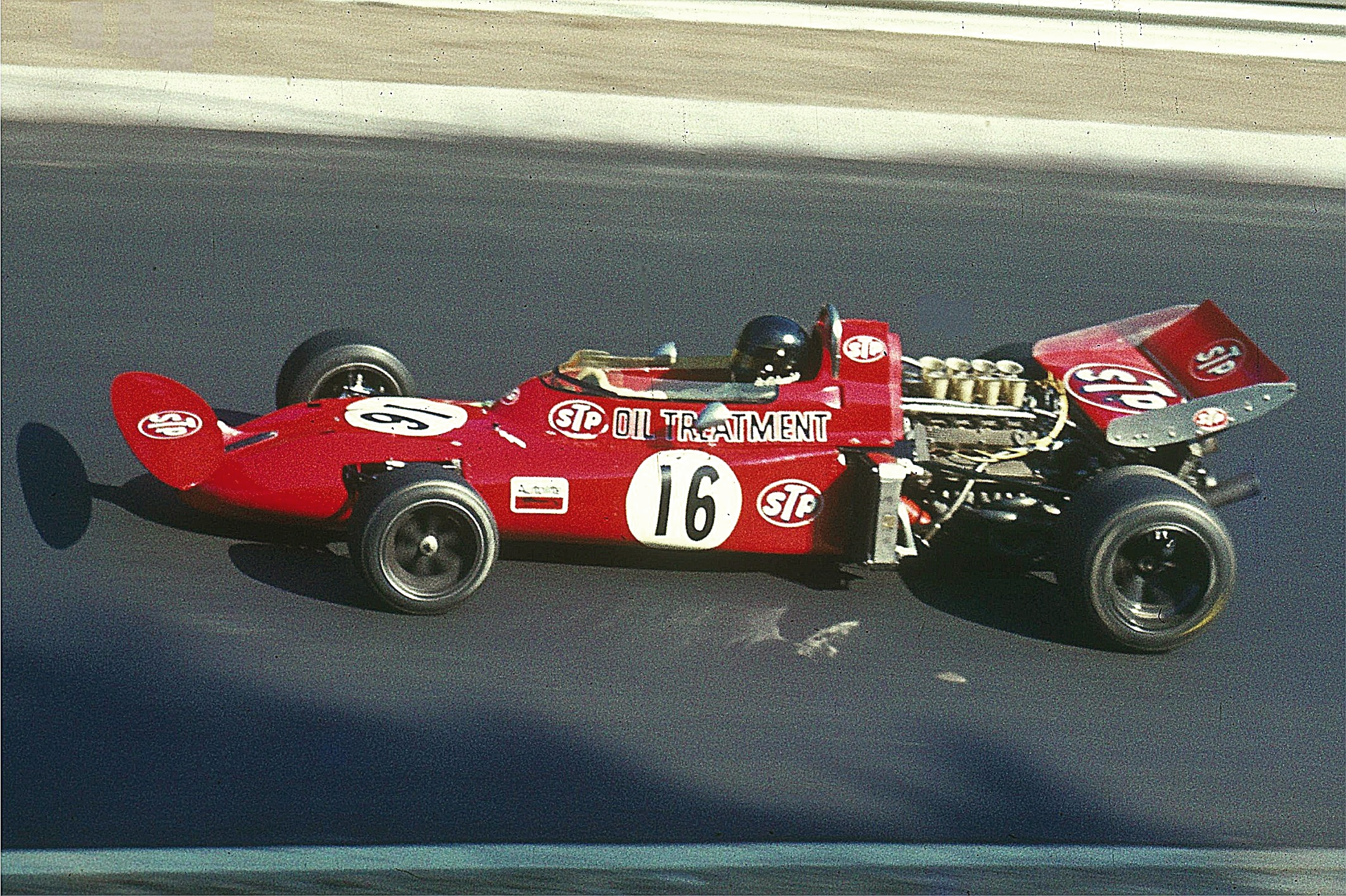
アンドレア・デ・アダミッチがドライブするマーチ・711
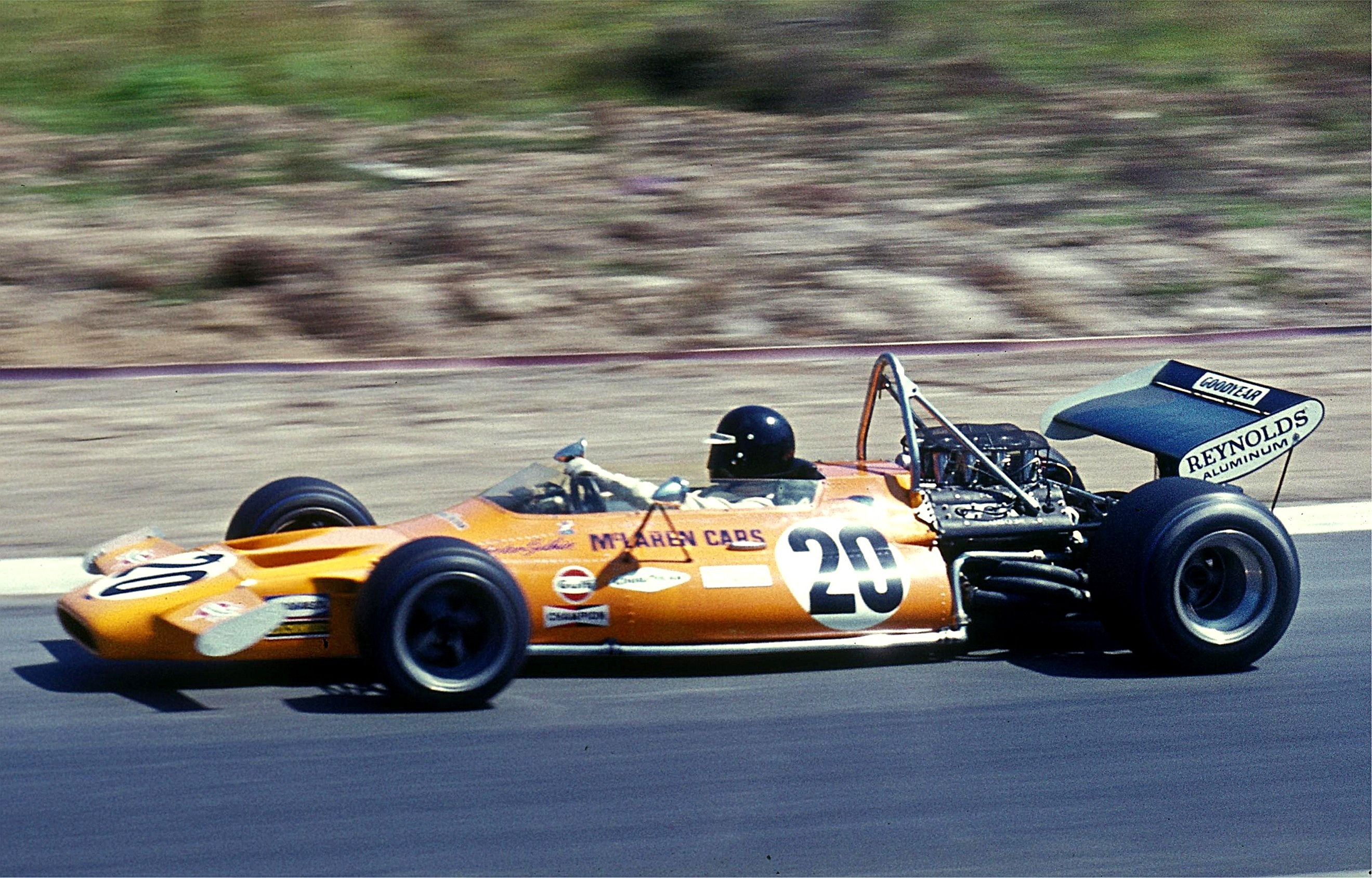
ピーター・ゲシンがドライブするマクラーレン・M19A
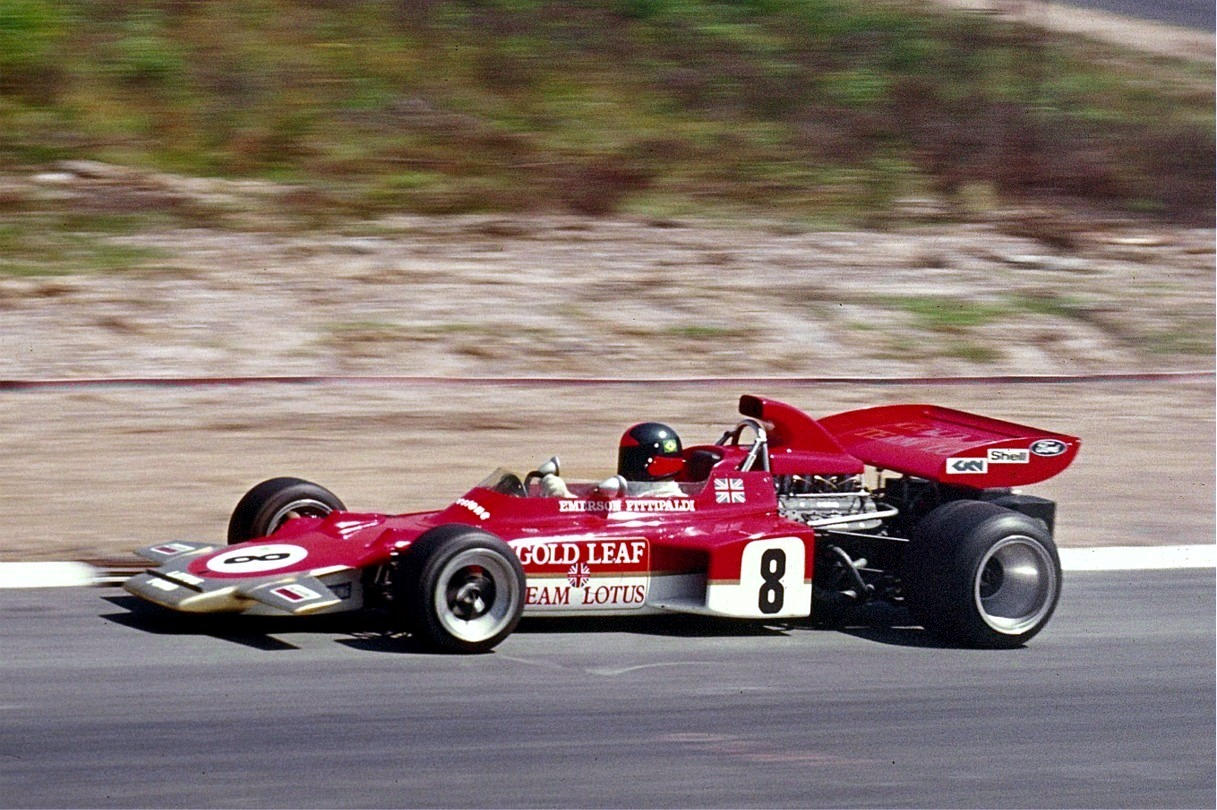
エマーソン・フィッティパルディがドライブするロータス・72D

## 第7戦終了時点のランキング
|         | 順位 | ドライバー               | ポイント |
| ------- | ---- | ------------------------ | -------- |
|         | 1    | ジャッキー・スチュワート | 51       |
|         | 2    | ジャッキー・イクス       | 19       |
|         | 3    | ロニー・ピーターソン     | 17       |
| 1       | 4    | マリオ・アンドレッティ   | 12       |
| 2       | 5    | クレイ・レガツォーニ     | 12       |
| ソース: |      |                          |          |

|         | 順位 | コンストラクター  | ポイント |
| ------- | ---- | ----------------- | -------- |
|         | 1    | ティレル-フォード | 51       |
|         | 2    | フェラーリ        | 32       |
|         | 3    | マーチ-フォード   | 17       |
|         | 4    | ロータス-フォード | 13       |
|         | 5    | BRM               | 12       |
| ソース: |      |                   |          |

- 注:  トップ5のみ表示。前半6戦のうちベスト5戦及び後半5戦のうちベスト4戦がカウントされる。